# Torenven
Torenven is een straat in Amsterdam-Noord. De naam Torenven verwijst naar een meertje nabij de toren, in dit geval de kerktoren van de Kerk van Zunderdorp.

## Ligging en geschiedenis
Ze ligt binnen het dorp Zunderdorp, tot 1921 vallend onder de gemeente Nieuwendam en daarna onder gemeente Amsterdam. Ten tijde van de Nieuwendamperiode lag de straat er nog niet, ze kreeg pas haar naam op 10 januari 1951 tijdens een raadsbesluit van Amsterdam. De straat is echter al ingetekend op een kaart van de Dienst der Publieke Werken uit 1944. Ze werd aangelegd als doodlopende straat vanuit de Middenlaan Zunderdorp (tussen huisnummer 18 en 20/22) aan de noordrand van dat gehucht. Rond 1964 werden aan de Torenven een achttiental eengezinswoningen gebouwd door een woningcorporatie. Ze werden verspreid neergezet in 2 blokjes van vijf en twee blokjes van vier woningen. Huisnummers 1 tot en met 19 zijn te vinden aan de noordkant, huisnummers 4 tot en met 20 aan de zuidkant.

## Bruggetjes
Voor voetgangers is brug 398 over de Achterlaansloot aangelegd als verbinding naar Achterlaan (tussen huisnummer 13 en 15). De brug uit 1953 naar een ontwerp van Cornelis Johannes Henke van de Dienst der Publieke Werken heeft een houten overspanning, wegdek en leuningen. Het bruggetje is eveneens al te zien op de kaart van Publieke Werken (1944, maar nog zonder nummer). In 2007 zijn grote delen van de brug vervangen, door NV H. van Steenwijk; een van de oudste aannemers (sinds 1831) in Amsterdam, die meerdere bruggen en kades in Amsterdam, maar ook Utrecht herstelde. De dorpsraad heeft in 2017 het voorstel gedaan het bruggetje naar de straat te vernoemen (Torenvenbrug), maar die naam draagt zij eind 2018 nog niet.
Een van de bewoners van Torenven heeft een soortgelijk bruggetje laten bouwen. De kreeg de naam Venbrug, maar is privé-eigendom.

## Afbeeldingen

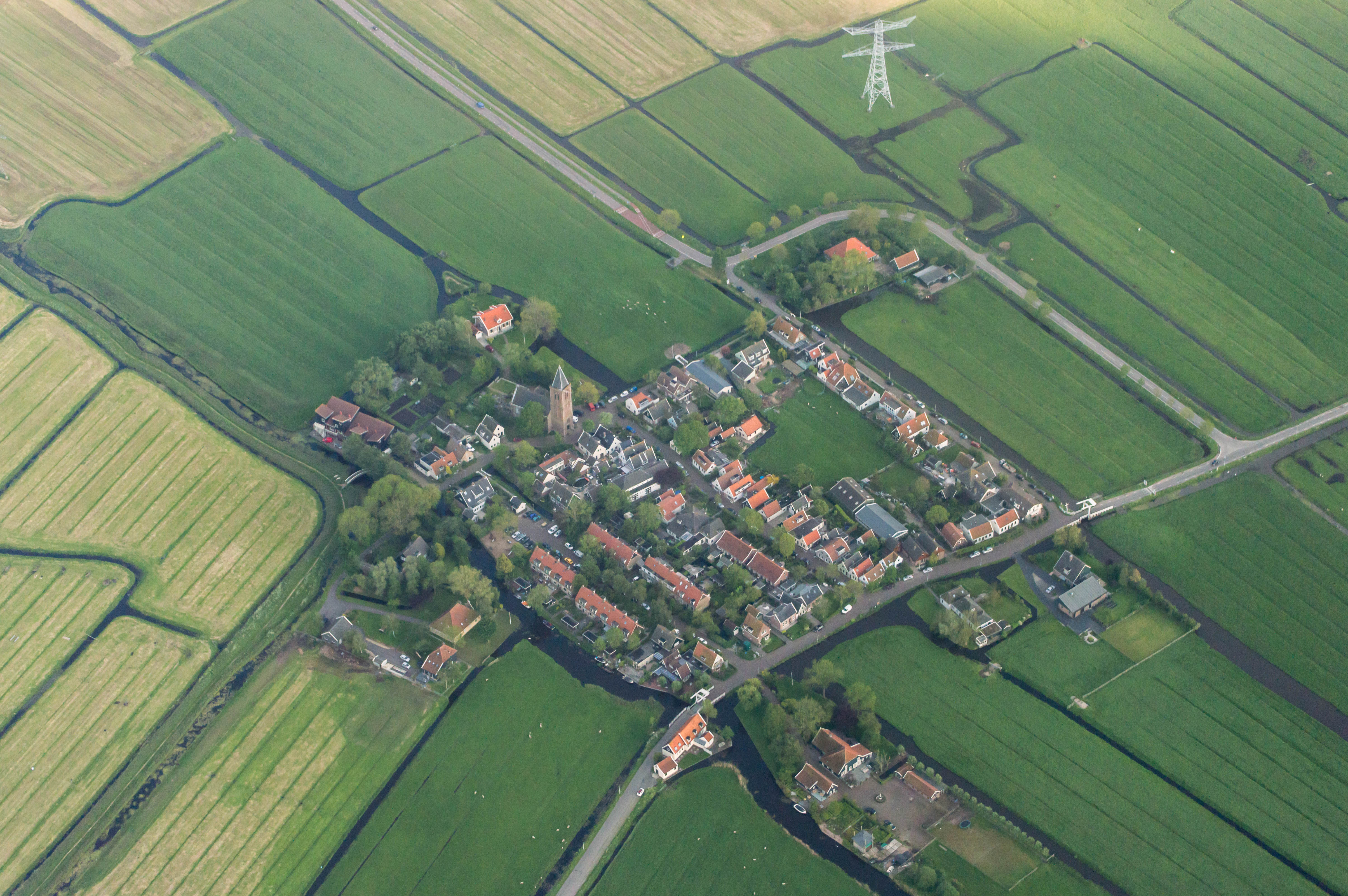
Luchtfoto Zunderdorp 2014 Torenven middenonder herkenbaar aan vier blokken rijtjeswoningen
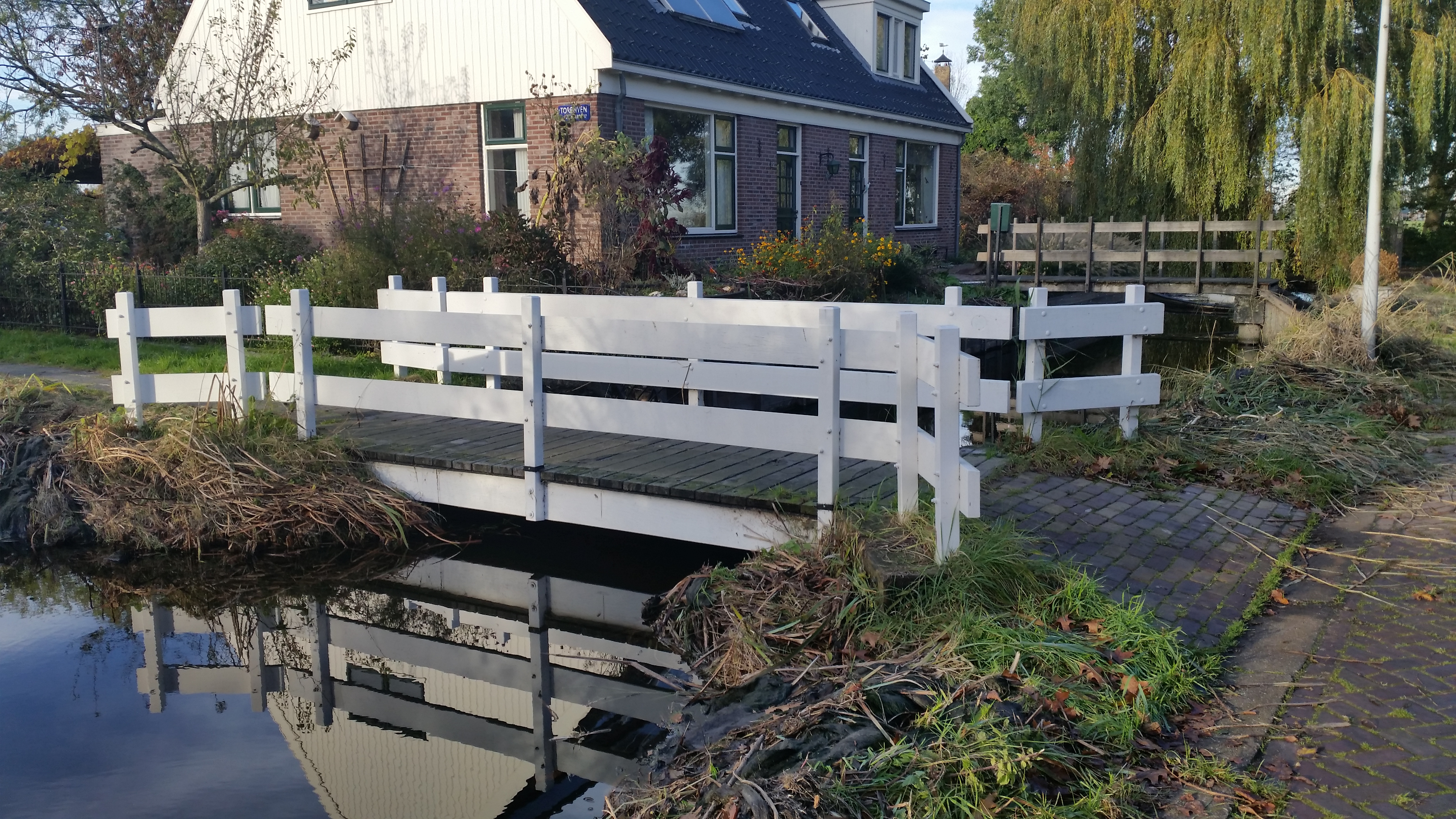
Brug 398 (Torenvenbrug) in november 2018
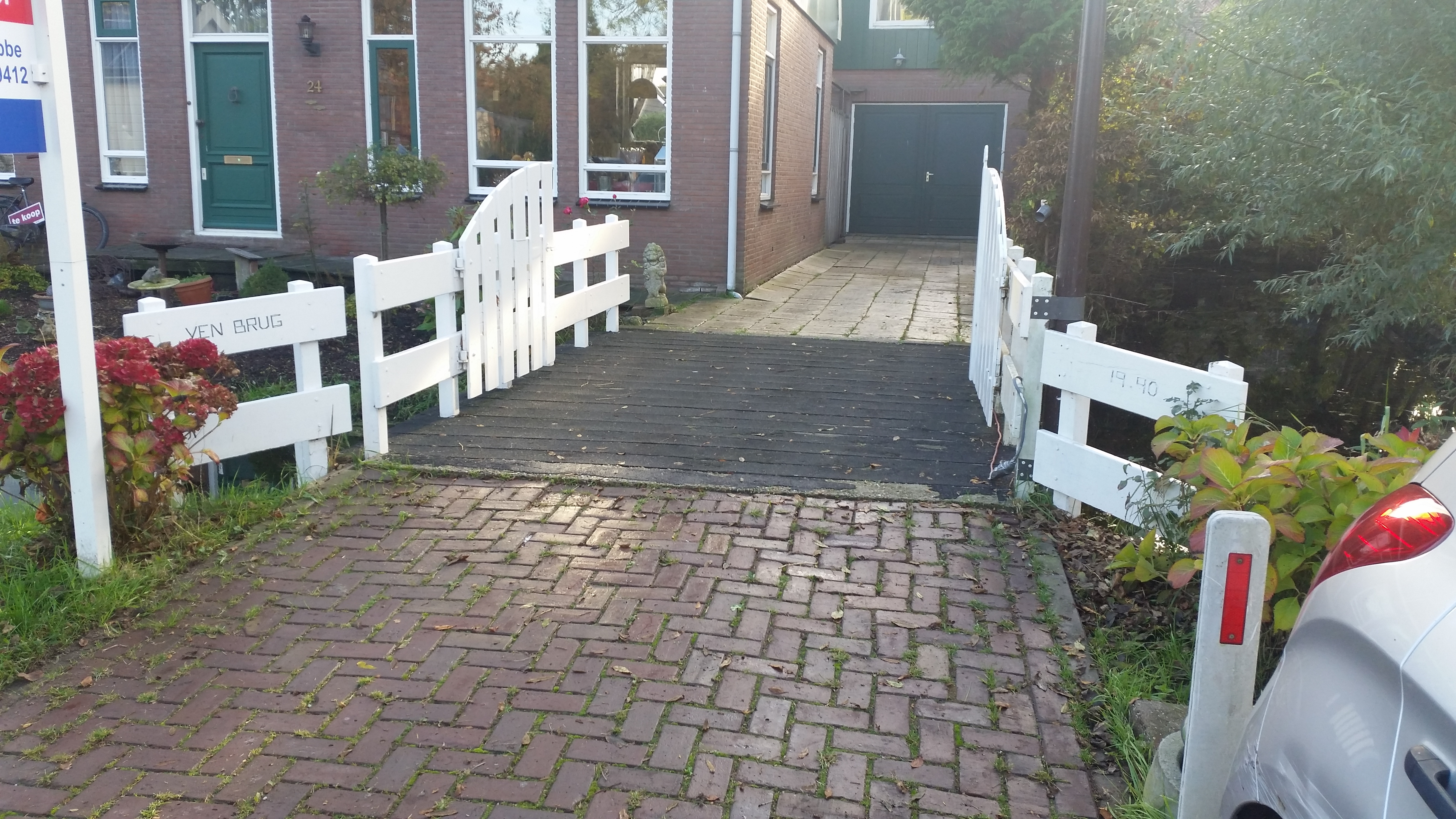
Privébrug “Venbrug” aan Torenven in november 2018

<<< · 300 · 301 · 302 · 303 · 304 · 305 · 306 · 307 · 308 · 309 · 310 · 311 · 312 · 313 · 314 · 315 · 316 · 317 · 318 · 320 · 321 · 322 · 323 · 324 · 325 · 327 · 328 · 330 · 331 · 332 · 333 · 334 · 335 · 336 · 337 · 338 · 339 · 340 · 341 · 342 · 343 · 344 · 345 · 346 · 347 · 348 · 349 · 350 · 351 · 352 · 353 · 354 · 355 · 356 · 357 · 358 · 359 · 360 · 361 · 362 · 363 · 364 · 365 · 366 · 367 · 368 · 371 · 372 · 373 · 374 · 375 · 376 · 377 · 378 · 379 · 380 · 381 · 382 · 383 · 385 · 386 · 387 · 388 · 389 · 390 · 391 · 392 · 393 · 394 · 395 · 396 · 397 · 398 · 399 · >>>
Brugnummers 319, 326, 329 (tijdelijke duiker in de Ringspoordijk), 369, 370, 384 zijn niet (meer) vergeven.